# IC 2009
</tr 
IC 2009 је галаксија у сазвјежђу Часовник која се налази на листи објеката дубоког неба у Индекс каталогу.
Деклинација објекта је - 48° 59' 28" а ректасцензија 3h 53m 34,6s. Привидна величина (магнитуда) објекта IC 2009 износи 14,0 а фотографска магнитуда 14,6. Налази се на удаљености од 18</tr милиона парсека од Сунца. IC 2009 је још познат и под ознакама ESO 201-8, PGC 14041.